# Назаров, Чары
Чары Назаров (5 января 1910 — ?) — командир расчёта 82-мм миномёта 110-го стрелкового ордена Суворова полка (325-я стрелковая Двинская дивизия, 103-й стрелковый корпус, 2-я гвардейская армия, 3-й Белорусский фронт), сержант, участник Великой Отечественной войны, кавалер ордена Славы трёх степеней.

## Биография
Родился 5 января 1910 года в посёлке Сухты-2, в настоящее время в составе Мургабского этрапа Марыйского велаята Туркменистана. Из крестьянской семьи. Туркмен.
В 1934 году окончил сельскую школу. Работал трактористом в колхозе, затем стрелком военизированной охраны в городе Кушка.
Призван в Красную армию в августе 1941 года Кушкинским районным военкоматом Марыйской области Туркменской ССР. На фронтах Великой Отечественной войны с июня 1941 года. Воевал на Западном фронте, затем на Северо-Западном фронте, с декабря 1941 года — на Калининском фронте, с апреля 1943 года вновь на Северо-Западном фронте, с октября 1943 — на 2-м Прибалтийском фронте, с сентября 1944 — на 1-м Прибалтийском фронте, с января 1945 — на 3-м Белорусском фронте. Член ВКП(б)/КПСС с 1943 года.
Участник битвы за Москву. Был несколько раз ранен: в боях 9 декабря 1941, 23 августа 1943, 21 января и 23 августа 1944 года.
Командир расчёта 82-мм миномёта 110-го стрелкового полка (325-я стрелковая дивизия, 2-я гвардейская армия, 1-й Прибалтийский фронт) сержант Назаров Чары отличился в Мемельской операции — составной части Прибалтийской стратегической наступательной операции. В боях при прорыве немецкой обороны под городом Кельме Литовской ССР под немецким обстрелом вёл меткий прицельный огонь и «уложил» несколько мин точно в немецкую траншею, уничтожив на месте до 20 вражеских солдат. При продвижении наступавших частей в глубине немецкой обороны расчёт тащил тяжёлый миномёт и ящики с минами следом за передовыми цепями пехоты и при малейшей задержке продвижения открывал огонь. Так были уничтожены ещё 3 огневые точки врага. Был представлен к награждению орденом Красной Звезды.
За образцовое выполнение боевых заданий Командования на фронте борьбы с немецкими захватчиками и проявленные при этом доблесть и мужество приказом по 325-й стрелковой дивизии № 0152/н от 28 ноября 1944 года сержант Назаров Чары награждён орденом Славы 3-й степени.
Командир расчёта 82-мм миномёта 110-го стрелкового полка (325-я стрелковая дивизия, 103-й стрелковый корпус, 43-я армия, 1-й Прибалтийский фронт) сержант Назаров Чары вновь отважно действовал в Восточно-Прусской наступательной операции. При взятии сильно укреплённого опорного пункта у города Рагнит (ныне город Неман Калининградской области) вновь умело действовал во главе расчёта на поле боя и истребил до 10 немецких солдат. 23 января при отражении немецкой контратаки под сильным артиллерийско-миномётным огнём вёл непрерывный огонь по атакующему врагу. Уничтожил при этом 3 огневые точки и 8 солдат противника. Вторично был представлен к награждению орденом Красной Звезды.
За образцовое выполнение боевых заданий Командования на фронте борьбы с немецкими захватчиками и проявленные при этом доблесть и мужество приказом войскам 43-й армии № 035/н от 18 февраля 1944 года сержант Назаров Чары награждён орденом Славы 2-й степени.
Командир расчёта 82-мм миномёта 110-го стрелкового полка (325-я стрелковая дивизия, 103-й стрелковый корпус, 2-я гвардейская армия, 3-й Белорусский фронт) сержант Назаров Чары вновь отважно действовал в Восточно-Прусской наступательной операции. 12 апреля 1945 года при прорыве обороны у населённого пункта Пфаррхоф-Побетен (в 9 километрах юго-восточнее города Раушен Восточной Пруссии, ныне г. Светлогорск Калининградской области) с расчётом подтащил миномёт прямо в передовую пехотную цепь и ускоренным огнём из своего миномёта подавил 3 огневые точки и уничтожил до 30 гитлеровцев.
13 апреля 1945 года под селом Ликсайден расчёт Назарова уничтожил позиции 4-х станковых пулемётов с их расчётами. 14 апреля 1945 года в бою в районе населённых пунктов Грос-Хубникен — Кракстепеллен (14 километров юго-западнее Раушена) из миномёта уничтожил 2 огневые точки врага, а затем и расчёт ручного пулемёта. Способствовал продвижению батальона.
За образцовое выполнение боевых заданий Командования на фронте борьбы с немецкими захватчиками и проявленные при этом доблесть и мужество Указом Президиума Верховного Совета СССР от 29 июня 1945 года сержант Назаров Чары награждён орденом Славы 1-й степени.
В 1945 году старшина Ч. Назаров был демобилизован. Вернулся в родное село Сухты-2, в настоящее время в составе Мургабского этрапа в Марыйском велаяте Туркменистана. Был начальником штаба гражданской обороны колхоза.

## Награды
- Орден Отечественной войны I степени (11.03.1985)[3]
- орден Славы I степени(31.05.1945)[4]
- орден Славы II степени(07.05.1945)[5]
- орден Славы III степени (19.04.1945)[6]
  - медали, в том числе:
  - Медаль «За отвагу»[2].
  - Медаль «За отвагу»[2].
  - Медаль «За оборону Москвы» (вручена в 1943 году)
  - Медаль «За оборону Ленинграда» (30.07.1944)[1]
  - «За победу над Германией в Великой Отечественной войне 1941—1945 гг.» (1945)[7]
  - «За взятие Кёнигсберга» (1945)[8]